# Crazy for This Girl
Crazy for This Girl è un brano musicale del duo Evan and Jaron, pubblicato come primo singolo estratto dall'album Evan and Jaron, lavoro d'esordio del duo. Il brano è stato inserito nella colonna sonora della serie televisiva Dawson's Creek.
Il video musicale prodotto per il brano è stato diretto dal regista Dani Jacobs e trasmesso per la prima volta nella settimana del 9 ottobre 2000.

## Tracce
CD Single
1. Crazy For This Girl (Album Version)
2. Crazy For This Girl (Acoustic Version)

CD Maxi
1. Crazy For This Girl (Radio Edit) - 2:35
2. Luckiest Of The Lucky Ones - 4:16
3. Can't Get You Off My Mind - 3:47
4. Crazy For This Girl (video) - 3:20

## Classifiche
| Classifica (2001)                            | Posizione più alta |
| -------------------------------------------- | ------------------ |
| Paesi Bassi                                  | 98                 |
| Italia                                       | 9                  |
| Nuova Zelanda                                | 37                 |
| U.S. Billboard Hot 100                       | 15                 |
| U.S. Billboard Hot Adult Contemporary Tracks | 27                 |
| U.S. Billboard Adult Top 40                  | 4                  |
| U.S. Billboard Pop Songs                     | 9                  |
| U.S. Billboard Top 40 Adult Recurrents       | 1                  |